# Isis Holt
Isis Holt (3 de julio de 2001) es una atleta paralímpica de Australia que compite en pruebas de sprint T35. Está afectada por la condición de parálisis cerebral. Holt ganó medallas de oro en los 100 y 200 m en los Campeonatos Mundiales de Atletismo Paralímpico de 2015 y 2017. En los Juegos Paralímpicos de Río de Janeiro 2016, ganó dos medallas de plata y una de bronce.

## Vida personal
Holt nació el 3 de julio de 2001 con parálisis cerebral, que afecta a ambos lados de su cuerpo. Asiste a la escuela en el Colegio Secundario de Brunswick. Anteriormente asistió a la Girls Grammar de Melbourne.

## Atletismo
Holt comenzó a hacer atletismo en 2014. En los Campeonatos Mundiales de Atletismo de 2014 en Doha, su primera gran competición en el extranjero, ganó medallas de oro en tiempo récord mundial en dos eventos: el récord mundial femenino de 100 metros en T35 (13,63 (w: +2,0)) y el récord mundial femenino de 200 metros en T35 (28,57 (w: +1,5)). En el Gran Premio de Atletismo del Comité Paralímpico Internacional en Canberra, el 7 de febrero de 2016, batió su récord mundial de 200 metros en T35 al correr 28. 38 (w: +0.2). En el Campeonato de Atletismo Australiano de 2016 en Sídney, rompió los récords mundiales al ganar los 100 m y 200 m.
En los Juegos Paralímpicos de Río de Janeiro 2016, ganó medallas de plata en los 100 m T35 y 200 m T25 y una medalla de bronce en los 4 × 100 m de relevos T35-38.
En los Campeonatos Mundiales de Atletismo Paralímpico de 2017 en Londres, ganó las medallas de oro en los 100 m T35 y 200 m T35.  Al ganar los 100 m, rompió el récord mundial con un tiempo de 13,43. Esta vez rompió el récord mundial que anteriormente tenía por 0,14 segundos. Al ganar los 100 m y 200 m, Holt defendió los títulos ganados en los Campeonatos Mundiales de 2015. Dos semanas antes de salir para los Campeonatos Mundiales fue hospitalizada con amigdalitis.

### Récords mundiales
| Distancia          | Tiempo / Distancia | Ubicación              | Fecha                 |
| ------------------ | ------------------ | ---------------------- | --------------------- |
| 200 m femenino T35 | 29.49              | Brisbane               | 29 de marzo de 2015   |
| 100 m femenino T35 | 13.63 (w: +2.0)    | Doha                   | 29 de octubre de 2015 |
| 200 m femenino T35 | 28.57 (w: +1.5)    | Doha                   | 24 de octubre de 2015 |
| 200 m femenino T35 | 28.38 (w: +0.2)    | Canberra               | 7 de febrero de 2016  |
| 100 m femenino T35 | 13.57 (w: -0.8)    | Sídney                 | 1 de abril de 2016    |
| 200 m femenino T35 | 28.30 (w: +1.1)    | Sídney                 | 3 de abril de 2016    |
| 100 m femenino T35 | 13.43 (+0.9)       | Londres                | 19 de julio de 2017   |
| 100 m femenino T35 | 13.37 (+0.8)       | Gold Coast, Queensland | 17 de febrero de 2018 |
| 100 m femenino T35 | 13.36 (+0.5)       | Sídney                 | 17 de marzo de 2018   |

Su filosofía es «Mi capacidad es más grande que mi discapacidad». Es entrenada en Melbourne por Nick Wall y un becario del Victorian Institute of Sport.